# 菲茨莫里斯角

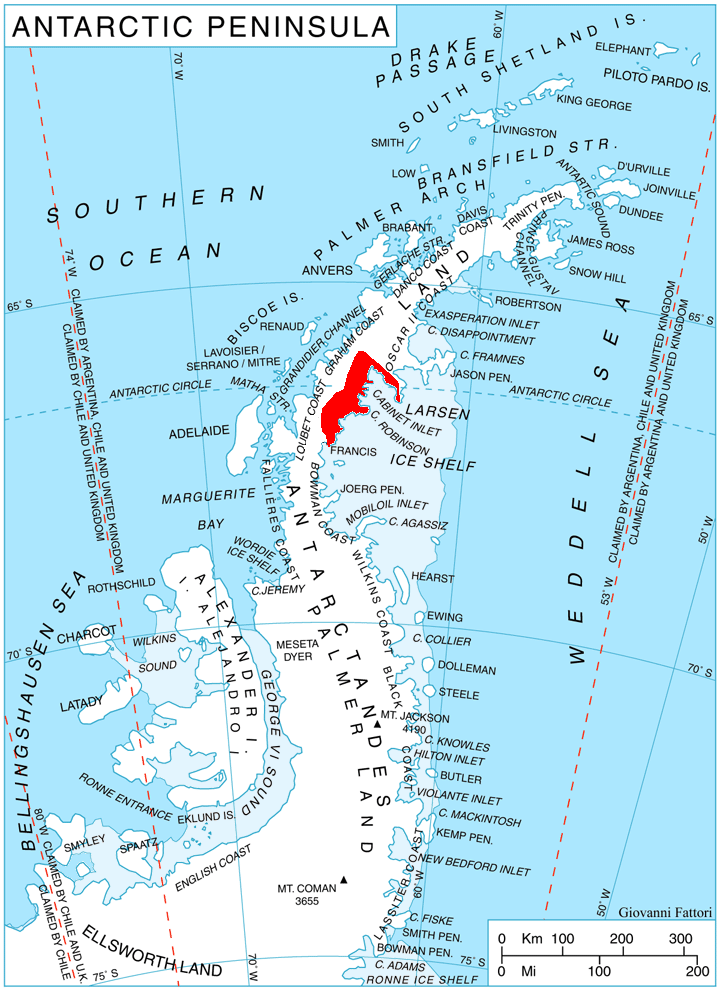

菲茨莫里斯角是南極洲的海岬，處於阿特利冰川和貝文冰川之間，由美國的探險隊拍攝空中照片，現時由南極條約體系管理。
66°16′S 63°43′W / 66.267°S 63.717°W